# Championnat d'Israël de football 2024-2025
 (juillet 2025).
Si vous disposez d'ouvrages ou d'articles de référence ou si vous connaissez des sites web de qualité traitant du thème abordé ici, merci de compléter l'article en donnant les références utiles à sa vérifiabilité et en les liant à la section « Notes et références ».
Navigation
Ligat ha'Al 2023-2024 Ligat ha'Al 2025-2026
La saison 2024-2025 de Ligat ha'Al est la 83e édition du championnat d'Israël de football. Elle oppose les quatorze meilleurs clubs d’Israël lors d'une première phase de vingt-six journées. À l'issue de cette première phase, les six premiers disputent la poule pour le titre, tandis que les huit derniers prennent part à la poule de relégation, qui voit les deux derniers être relégués en Liga Leumit.
Trois places qualificatives pour les compétitions européennes seront attribuées par le biais du championnat (1 place au deuxième tour de qualification de Ligue des champions 2025-2026 et deux places au deuxième tour de qualification de Ligue Conférence 2025-2026). Une place au premier tour de qualification de la Ligue Europa 2025-2026 est garantie au vainqueur de la Coupe d'Israël.
Le Maccabi Tel-Aviv termine à la première place en fin de saison et remporte son 26e titre de champion

## Clubs participants

### Liste
| Club                       | Classement 2023-2024 | Stade              | Capacité théorique | Ville         |
| -------------------------- | -------------------- | ------------------ | ------------------ | ------------- |
| Maccabi Tel-Aviv           | 1er                  | Bloomfield Stadium | 29 400             | Tel Aviv      |
| Maccabi Haïfa              | 2e                   | Stade Sammy-Ofer   | 30 942             | Haïfa         |
| Hapoël Beer-Sheva          | 3e                   | Turner Stadium     | 16 126             | Beer-Sheva    |
| Hapoel Haifa               | 4e                   | Semmy Ofer Stadium | 30 942             | Haïfa         |
| Maccabi Bnei Reineh        | 5e                   | Green Stadium      | 5 200              | Reineh        |
| Bnei Sakhnin               | 6e                   | Doha Stadium       | 8 500              | Sakhnin       |
| Hapoël Jerusalem           | 7e                   | Teddy Stadium      | 31 733             | Jerusalem     |
| Maccabi Petah Tikva        | 8e                   | HaMoshava Stadium  | 11 500             | Petah Tikva   |
| Maccabi Netanya            | 9e                   | Netanya Stadium    | 13 610             | Netanya       |
| MS Ashdod                  | 10e                  | Yud-Alef Stadium   | 7 800              | Ashdod        |
| Beitar Jerusalem           | 11e                  | Teddy Stadium      | 31 733             | Jerusalem     |
| Hapoël Hadera FC           | 12e                  | Netanya Stadium    | 13 610             | Hadera        |
| Hapoël Ironi Kiryat Shmona | 1re (D2)             | Netanya Stadium    | 13 610             | Kiryat Shmona |
| Ironi Tiberias FC          | 2e (D2)              | Green Stadium      | 5 200              | Tiberias      |

## Saison régulière

### Classement
| Rang | Équipe                       | Pts  | J  | G  | N  | P  | Bp | Bc | Diff |
| ---- | ---------------------------- | ---- | -- | -- | -- | -- | -- | -- | ---- |
| 1    | Hapoël Beer-Sheva            | 58-2 | 26 | 18 | 6  | 2  | 52 | 18 | +34  |
| 2    | Maccabi Tel Aviv T S         | 57   | 26 | 17 | 6  | 3  | 56 | 27 | +29  |
| 3    | Maccabi Haifa                | 47-1 | 26 | 14 | 6  | 6  | 54 | 32 | +22  |
| 4    | Beitar Jerusalem             | 46   | 26 | 13 | 7  | 6  | 48 | 34 | +14  |
| 5    | Hapoel Haifa                 | 41   | 26 | 12 | 5  | 9  | 39 | 31 | +8   |
| 6    | Maccabi Netanya              | 37   | 26 | 11 | 4  | 11 | 39 | 37 | +2   |
| 7    | Hapoël Ironi Kiryat Shmona P | 34   | 26 | 10 | 4  | 12 | 28 | 38 | -10  |
| 8    | Maccabi Bnei Reineh          | 31   | 26 | 9  | 4  | 13 | 27 | 35 | -8   |
| 9    | Hapoel Jerusalem             | 30   | 26 | 7  | 9  | 10 | 32 | 35 | -3   |
| 10   | Ironi Tiberias P             | 27   | 26 | 6  | 9  | 11 | 20 | 36 | -16  |
| 11   | Maccabi Petah Tikva          | 24   | 26 | 6  | 6  | 14 | 22 | 44 | -22  |
| 12   | Bnei Sakhnin                 | 23-1 | 26 | 6  | 6  | 14 | 19 | 37 | -18  |
| 13   | FC Ashdod                    | 22   | 26 | 5  | 7  | 14 | 35 | 48 | -13  |
| 14   | Hapoël Hadera FC             | 20   | 26 | 3  | 11 | 12 | 23 | 42 | -19  |

Qualifications après la phase classique
Groupe Champion
- 1er au 6e

Groupe relégation
- 7e, au 14e

Abréviations
- T : Tenant du titre
- S : Vainqueur de la Supercoupe d'Israël 2024
- P : Promus de Liga Leumit 2023-2024

### Champions Play-offs
Les 6 équipes les mieux classées de la phase de championnat sont qualifiées pour ces play-offs.

#### Classement
| Rang | Équipe               | Pts  | J  | G  | N | P  | Bp | Bc | Diff |
| ---- | -------------------- | ---- | -- | -- | - | -- | -- | -- | ---- |
| 1    | Maccabi Tel Aviv T S | 80   | 36 | 24 | 8 | 2  | 86 | 36 | +50  |
| 2    | Hapoël Beer-Sheva C  | 78-2 | 36 | 24 | 8 | 4  | 75 | 28 | +47  |
| 3    | Maccabi Haifa        | 61-1 | 36 | 18 | 8 | 10 | 68 | 54 | +14  |
| 4    | Beitar Jerusalem     | 53-1 | 36 | 15 | 9 | 12 | 58 | 54 | +4   |
| 5    | Hapoel Haifa         | 52   | 36 | 15 | 7 | 14 | 51 | 50 | +1   |
| 6    | Maccabi Netanya      | 45   | 36 | 13 | 6 | 17 | 51 | 58 | -7   |

Qualifications européennes
Ligue des champions 2025-2026
- 1re : Deuxième tour de qualification

Ligue Europa 2025-2026
- C : Premier tour de qualification

Ligue Conférence 2025-2026
- 3e et 4e : Deuxième tour de qualification

Abréviations
- T : Tenant du titre
- C : Vainqueur de la Israel State Cup
- S : Vainqueur de la Supercoupe d'Israël de football 2024

### Groupe de relégation
Les 8 équipes classées de la 7e à la 14e place  de la phase classique sont reversées dans le groupe de relégation. Les deux dernières équipes seront reléguées en  Liga Leumit (D2) la saison prochaine.

#### Classement
| Rang | Équipe                       | Pts  | J  | G  | N  | P  | Bp | Bc | Diff |
| ---- | ---------------------------- | ---- | -- | -- | -- | -- | -- | -- | ---- |
| 7    | Hapoel Jerusalem             | 44   | 33 | 11 | 11 | 11 | 47 | 42 | +5   |
| 8    | Maccabi Bnei Reineh          | 41   | 33 | 12 | 5  | 16 | 36 | 43 | -7   |
| 9    | Hapoël Ironi Kiryat Shmona P | 37   | 33 | 11 | 4  | 18 | 32 | 52 | -20  |
| 10   | Bnei Sakhnin                 | 36-1 | 33 | 10 | 7  | 16 | 26 | 44 | -18  |
| 11   | FC Ashdod                    | 35   | 33 | 8  | 11 | 14 | 48 | 55 | -7   |
| 12   | Ironi Tiberias P             | 35   | 33 | 8  | 11 | 14 | 28 | 45 | -17  |
| 13   | Maccabi Petah Tikva          | 33   | 33 | 8  | 9  | 16 | 31 | 50 | -19  |
| 14   | Hapoël Hadera FC             | 27   | 33 | 5  | 12 | 16 | 31 | 57 | -26  |

Relégation
Liga Leumit 2025-2026
- 13e et 14e : relégation

Abréviations
- P : Promus de Liga Leumit

### Meilleurs buteurs
|   | Buteur          | Club                       | Buts |
| - | --------------- | -------------------------- | ---- |
| 1 | Guy Melamed     | Hapoël Haifa/Maccabi Haifa | 21   |
| 2 | Dia Saba        | Maccabi Haifa              | 16   |
| 3 | Dor Turgeman    | Maccabi Tel Aviv           | 15   |
| 4 | Dean David      | Maccabi Haifa              | 14   |
| 5 | Mohammed Kna'an | FC Ashdod                  | 14   |
| 6 | Kings Kangwa    | Hapoël Beer-Sheva          | 14   |

## Parcours en coupes d'Europe
Le parcours des clubs israéliens sur la scène continentale est important puisqu'il détermine le coefficient UEFA, et donc le nombre de formations israéliennes présentes en coupes d'Europe les années suivantes.

### Parcours européens des clubs
| Club                | Compétition         | Résultat                        | Ultime adversaire |
| ------------------- | ------------------- | ------------------------------- | ----------------- |
| Maccabi Tel Aviv    | Ligue des champions | Deuxième tour de qualification  | Fotbal Club FCSB  |
| Maccabi Tel Aviv    | Ligue Europa        | Phase de ligue                  | FC Porto          |
| Maccabi Petah-Tikva | Ligue Europa        | Deuxième tour de qualification  | SC Braga          |
| Maccabi Petah-Tikva | Ligue Conférence    | Troisième tour de qualification | CFR Cluj          |
| Hapoël Beer-Sheva   | Ligue Conférence    | Troisième tour de qualification | FK Mladá Boleslav |
| Maccabi Haïfa       | Ligue Conférence    | Deuxième tour de qualification  | Sabah FC          |

## Bilan de la saison
| Championnat d'Israël de football 2024-2025 |                     |
| Champion                                   | Maccabi Tel Aviv    |
| Coupes et trophées                         |                     |
| Vainqueur de la Israël State cup 2024-2025 | Hapoël Beer-Sheva   |
| Qualifications continentales               |                     |
| Ligue des champions 2025-2026              | Maccabi Tel Aviv    |
| Ligue Europa 2025-2026                     | Hapoël Beer-Sheva   |
| Ligue Conférence 2025-2026                 | Maccabi Haïfa       |
| Ligue Conférence 2025-2026                 | Beitar Jerusalem    |
| Promotions et relégations                  |                     |
| Promus en Ligat ha'Al                      | Hapoël Tel Aviv     |
| Promus en Ligat ha'Al                      | Hapoël Petah-Tikva  |
| Relégués en Ligat Leumit                   | Maccabi Petah Tikva |
| Relégués en Ligat Leumit                   | Hapoël Hadera FC    |